# Gyna incommoda
Gyna incommoda es una especie de cucaracha del género Gyna, familia Blaberidae.

## Distribución
Esta especie se encuentra en Tanzania, Kenia y Somalilandia.